# Cy Proffitt
Searle Truman Proffitt, detto Cy (Lebanon, 26 ottobre 1911 – Danville, 13 febbraio 1996), è stato un cestista statunitense, professionista nella NBL.

## Carriera
Giocò per una stagione nella NBL, disputando 12 partite con 4,3 punti di media.